# Nixi, Chongqing
Nixi (kinesiska: 泥溪) är en köping i sydvästra Kina. Den ligger i Yunyang härad i storstadsområdet Chongqing, omkring 260 kilometer nordost om det centrala stadsdistriktet Yuzhong. Antalet invånare är 9 007. Befolkningen består av 4 360 kvinnor och 4 647 män. Barn under 15 år utgör 24,0 %, vuxna 15-64 år 57 %, och äldre över 65 år 17,0 %.